# 舒斯格魯本科格爾山

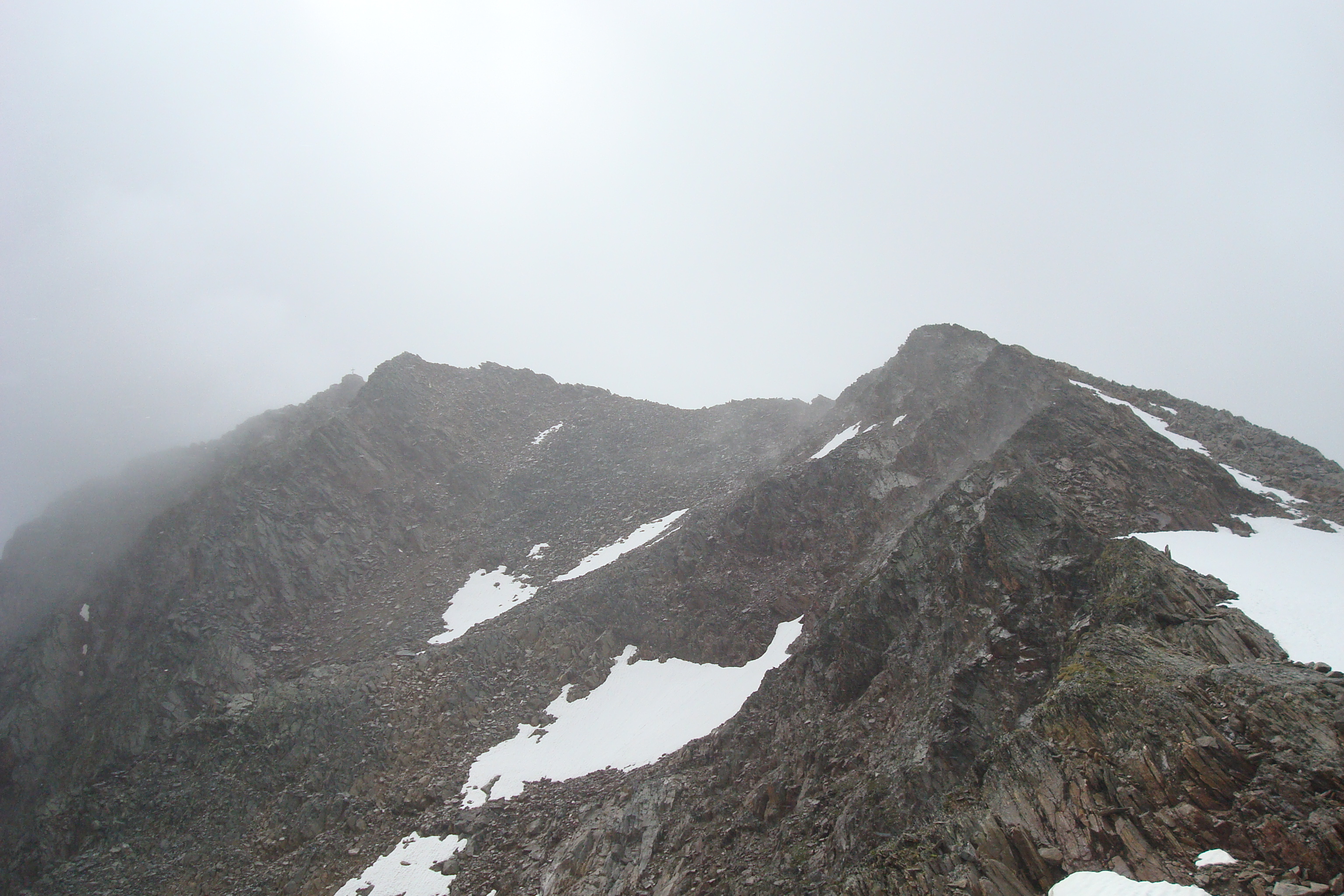

46°58′5″N 11°7′3″E / 46.96806°N 11.11750°E
舒斯格魯本科格爾山（德語：Schußgrubenkogel），是奧地利的山峰，位於該國西部，由蒂羅爾州負責管轄，屬於斯圖拜阿爾卑斯山脈的一部分，距離紹費爾峰1.03公里，海拔高度3,211米。